# Dioscorea plantaginifolia
Dioscorea plantaginifolia är en enhjärtbladig växtart som beskrevs av Reinhard Gustav Paul Knuth. Dioscorea plantaginifolia ingår i släktet Dioscorea och familjen Dioscoreaceae. Inga underarter finns listade i Catalogue of Life.